# Venezuelas kvindefodboldlandshold
Venezuelas kvindefodboldlandshold er det nationale fodboldhold for kvinder i Venezuela.